# Vuorentaka (Hämeenlinna)
Vuorentaka est le 28ème quartier d'Hämeenlinna en Finlande.

## Présentation
Vuorentaka est situé à environ quatre kilomètres a l'ouest du centre-ville.
Il se trouve, comme son nom l'indique, derrière l'esker Ahvenistonharju.
Vuorentaka est bordé par les quartiers de Voutila, Ahvenisto, Pullerinmäki, Tiirinkoski, Majalahti et Loimalahti.
Vuorentaka abrite, entre autres, l'école de Vuorentaka et le cimetière de Vuorentaka.